# Neodexiopsis punctulata
Neodexiopsis punctulata är en tvåvingeart som först beskrevs av Wulp 1896.  Neodexiopsis punctulata ingår i släktet Neodexiopsis och familjen husflugor. Inga underarter finns listade i Catalogue of Life.